# Węgliniec
Węgliniec là một thị trấn thuộc huyện Zgorzelecki, tỉnh Dolnośląskie ở miền tây nam Ba Lan. Thị trấn có diện tích 9 km². Đến ngày 1 tháng 1 năm 2011, dân số của thị trấn là 2923 người và mật độ 335 người/km².